# Fernando António Aires Ferreira
Fernando António Aires Ferreira (Porto, 28 de dezembro de 1954 - Torre de Moncorvo, 3 de junho de 2014) foi um político português, do Partido Socialista, e Presidente da Câmara Municipal de Torre de Moncorvo entre 1985 e 2013.

## Biografia
Fernando António Aires Ferreira nasceu em 28 de dezembro de 1954, no Porto. Licenciou-se em Engenharia Civil pela  Faculdade de Engenharia da Universidade do Porto, com especialização em Planeamento Territorial. Iniciou a sua carreira na Comissão de Coordenação da Região Norte em abril de 1978. Entre outubro de 1978 e outubro de 1982, foi Técnico Superior do GAT do Vale do Douro Superior. Durante este período, integrou várias comissões e grupos de trabalho, incluindo a Comissão Consultiva do Plano da Área Territorial do Douro Superior e o Grupo de Planeamento do Plano Integrado de Saúde (Vila Real-Bragança).
Em dezembro de 1982, encabeçou a lista do PS para a Câmara Municipal de Moncorvo, mas perdeu contra a AD com 42,5% dos votos. Em julho de 1984, foi nomeado Presidente da Comissão Instaladora da Administração Regional de Saúde de Bragança, cargo que ocupou até dezembro de 1985.
Foi eleito Presidente da Câmara Municipal de Torre de Moncorvo em janeiro de 1986, com 57% dos votos, e reeleito consecutivamente até 2013. Durante o seu mandato, desempenhou vários outros papéis, incluindo membro do Conselho Directivo da Associação Nacional de Autarcas do PS e da Associação Nacional de Municípios. Foi também deputado em 1991 e Presidente da Associação de Municípios do Douro Superior em 1995, 1998/99 e 2002. Foi adjunto do secretário de Estado do Ambiente, Ricardo Magalhães, no primeiro Governo de António Guterres. Presidiu à Associação de Municípios de Trás-os-Montes e Alto Douro em 1998/1999 e foi membro suplente do Comité das Regiões entre 2002 e 2006.
Além disso, foi Vice-Presidente da Comunidade Intermunicipal do Douro, Presidente da Associação de Municípios do Baixo Sabor, membro suplente do Conselho Económico Social e membro do Conselho de Administração das Águas de Trás-os-Montes e Alto Douro. Em 2006, coordenou a campanha distrital de Manuel Alegre.
Colaborou com a Rádio Torre de Moncorvo (RTM), onde em 2010 apresentava um programa quinzenal em que discutia temas de interesse local e entrevistava convidados. O programa ia para o ar aos sábados, das 11h às 12h, e incluía músicas de sua coleção pessoal, além de um espaço para responder perguntas dos ouvintes.
Nas eleições autárquicas de 2013, não pôde recandidatar-se devido à legislação de limitação de mandatos. Foi cabeça de lista à Assembleia Municipal de Torre de Moncorvo pelo PS, mas não foi eleito presidente da Assembleia Municipal devido à vitória da coligação PSD/CDS.

## Morte
Fernando António Aires Ferreira foi encontrado morto a 3 de junho de 2014, juntamente com a sua ex-esposa, Alice Brito, com quem teria reatado recentemente. As notícias da comunicação social indicaram como causa de falecimento um possível pacto suicida, no contexto de um quadro clínico de depressão e outras doenças graves. Foram deixadas cartas de suicídio por ambos. As autópsias não revelaram sinais de doença física. O Presidente da Câmara Municipal de Torre de Moncorvo, Nuno Gonçalves, decretou três dias de luto municipal.
O funeral do antigo presidente da Câmara de Torre de Moncorvo, Aires Ferreira, não envolveu qualquer tipo de cerimónia religiosa ou exéquias fúnebres.
Uma vigília em sua memória foi realizada na Praça Francisco Meireles, em Torre de Moncorvo, organizada por um grupo de amigos e divulgada nas redes sociais. Os participantes foram convidados a levar velas ou flores para depositar na praça em homenagem a Aires Ferreira e Alice Brito.

## Homenagens
Durante a reunião ordinária da Câmara Municipal de Torre de Moncorvo, realizada em 6 de junho de 2014, colegas e membros da comunidade prestaram homenagem a Aires Ferreira, reconhecendo a sua liderança e dedicação ao bem-estar dos residentes de Torre de Moncorvo. Foi observado um minuto de silêncio em sua memória. Os trabalhadores da autarquia observaram um minuto de silêncio em sua memória às 11 horas do dia 9 de junho de 2014.
Na sessão ordinária da Assembleia Municipal de Torre de Moncorvo de 27 de junho de 2014, foi novamente prestada homenagem a Aires Ferreira, destacando as suas contribuições significativas para o município. Diversos projetos e iniciativas liderados por Aires Ferreira foram mencionados, salientando o seu impacto duradouro na comunidade.
No dia 4 de julho de 2014, na reunião ordinária da Câmara Municipal de Torre de Moncorvo, Aires Ferreira foi elogiado pelos seus esforços em promover a sustentabilidade ambiental e levar a cabo iniciativas verdes.
Na reunião ordinária da Câmara Municipal de Torre de Moncorvo de 19 de dezembro de 2014, foram destacadas as suas contribuições para diversos projetos municipais, incluindo melhorias na infraestrutura e serviços públicos.
Em 2020, o parque ambiental de Torre do Moncorvo foi inaugurado com o nome Parque Verde Eng.º Aires Ferreira, em sua homenagem.